# ベルナツキー基地
座標: 南緯65度14分44.4秒 西経64度15分28.17秒 / 南緯65.245667度 西経64.2578250度

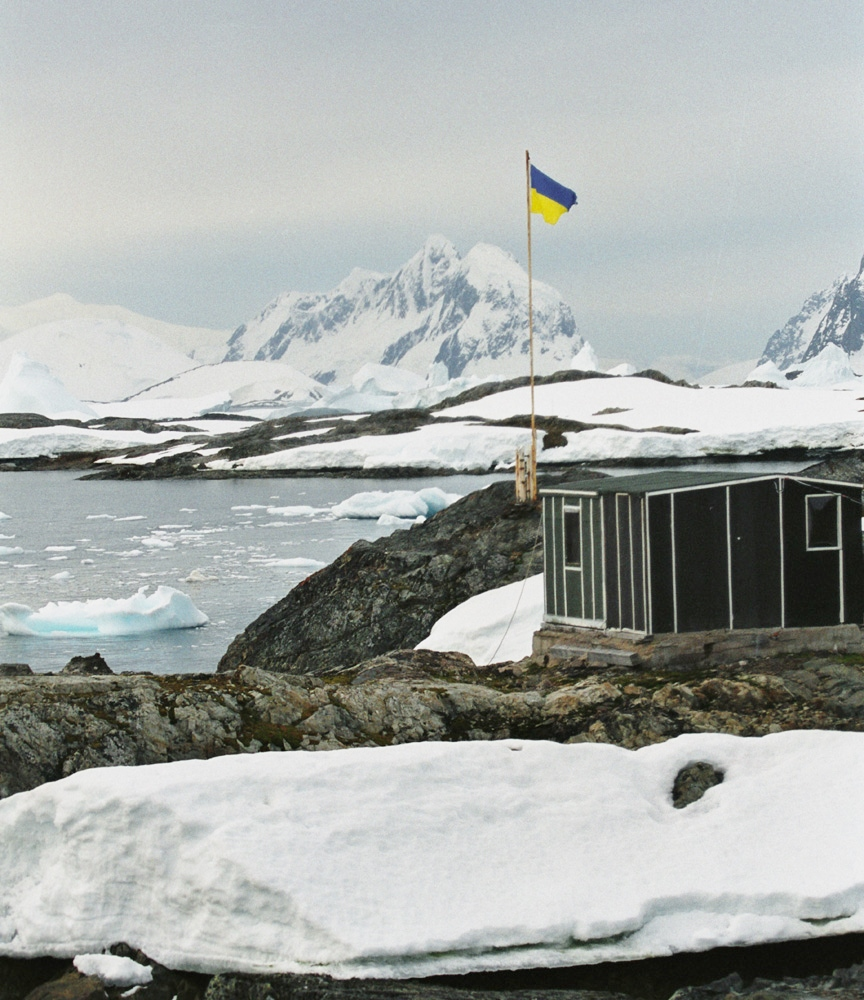
ベルナツキー基地

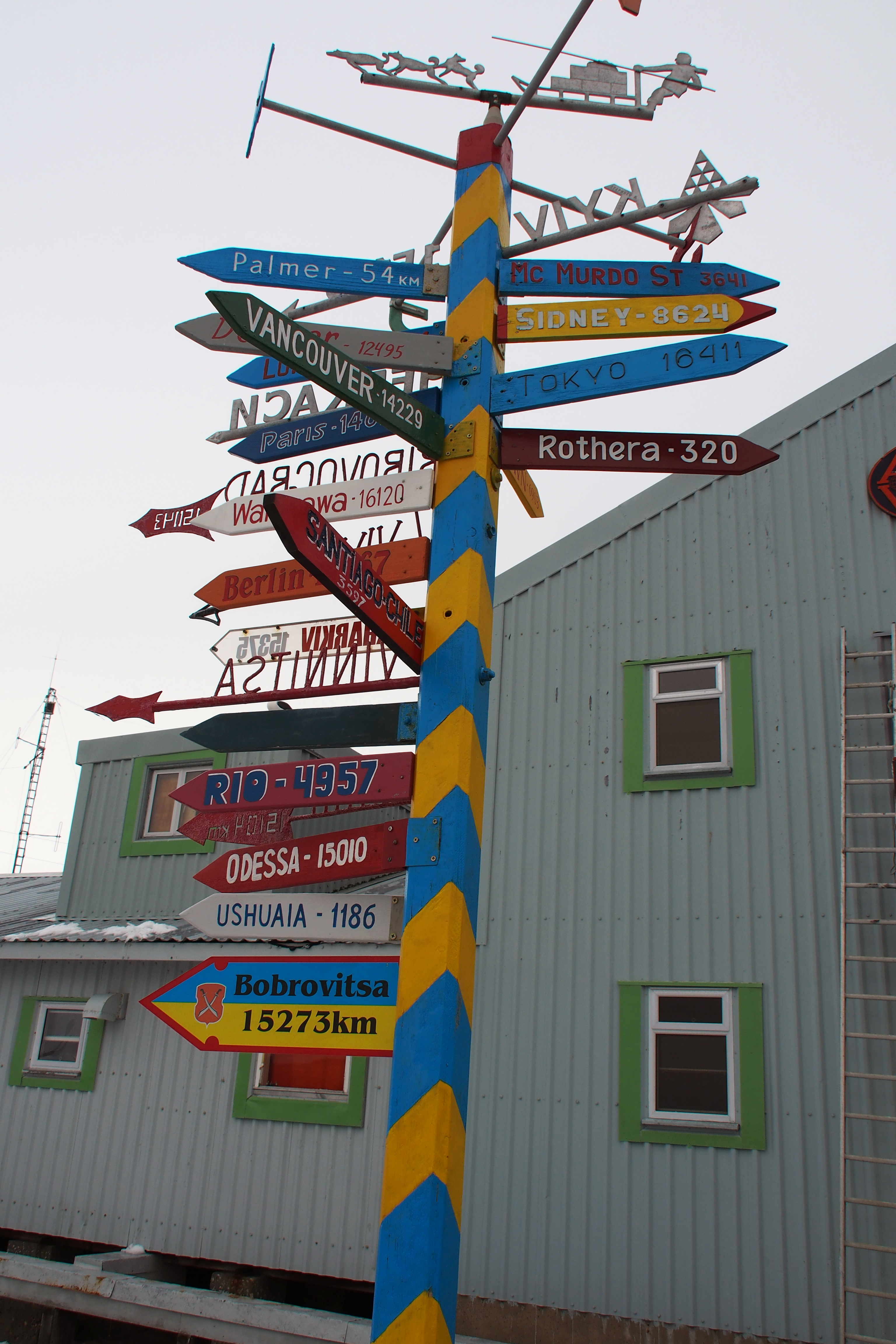
ベルナツキー基地　都市までの距離表示

ベルナツキー基地（南極基地「アカデーミク・ヴェルナードシクィイ」；ウクライナ語:Антарктична станція "Академік Вернадський"；ラテン文字表記:Akademik Vernadsky）は、ウクライナの南極観測基地。南極半島の北西、ガリンデズ島にある。位置は西経64度15分、南緯65度14分。名称は、「アカデミー会員ベルナツキー」という意味で、ウクライナ科学アカデミー初代総裁である学者のベルナツキーを記念したもの。
1947年にイギリスが設営したファラデー基地 (Faraday Station) が始まりであり、ウクライナが観測を引き継いだのは1996年2月のことである。高層大気を含む気象観測のほか、地磁気、地震、雪氷および生理学に関する研究を行なっている。基地は9つの建物で成り立っており、ウクライナの最初の越冬隊員は12名であった。